# Ian Holm
Sir Ian Holm Cuthbert CBE, (12 tháng 9 năm 1931 - 19 tháng 6 năm 2020) được gọi là Ian Holm, là một diễn viên người Anh. Ông đã nhận được Giải thưởng Tony 1967 cho Diễn viên nổi bật nhất với vai diễn Lenny trong Homecoming và Giải thưởng Laurence Olivier cho Nam diễn viên xuất sắc nhất cho vai diễn trong vai trò tiêu đề của King Lear 1988. Ông đã giành được giải thưởng BAFTA cho Nam diễn viên xuất sắc nhất trong vai trò hỗ trợ với vai trò là huấn luyện viên điền kinh Sam Mussabini trong Chariots of Fire, mà ông cũng được đề cử cho Giải Oscar.
Các vai diễn nổi tiếng khác của ông bao gồm Ash trong Alien, cha Vito Cornelius trong The Fifth Element, đầu bếp Skinner trong Ratatouille, và Bilbo Baggins trong Chúa tể của những chiếc nhẫn và Sê-ri phim Hobbit.

## Những năm đầu
Ian Holm Cuthbert sinh ngày 12 tháng 9 năm 1931 tại Goodmayes, Essex, với cha mẹ người Scotland, James Harvey Cuthbert và vợ Jean Wilson (nhũ danh Holm). Cha của ông là bác sĩ tâm thần từng làm tổng giám đốc của Bệnh viện tâm thần West Ham Corporation và là một trong những người tiên phong của liệu pháp sốc điện; mẹ ông là một y tá. Ông có một người anh trai, người đã chết khi Ian mới 12 tuổi. Holm học tại Chigwell School độc lập ở Essex. Cha mẹ ông đã nghỉ hưu tại Mortehoe trong Devon và sau đó đến Worthing, nơi ông gia nhập một xã hội kịch nghiệp dư.
Với một cuộc gặp gỡ tình cờ với Henry Baynton, một diễn viên Shakespearean nổi tiếng của tỉnh, Holm đã được đào tạo để được nhập học vào Học viện Nghệ thuật Sân khấu Hoàng gia, nơi ông đã nhanh chóng có được một chỗ đứng vững từ năm 1950. Nhưng việc học tập của ông ở đó bị gián đoạn một năm khi ông được gọi đi phục vụ Quốc gia trong Quân đội Anh, trong thời gian đó ông được đưa đến Klagenfurt, Áo, và đạt được cấp bậc Hạ sĩ. Sau đó việc học lại bị gián đoạn lần thứ hai khi ông tình nguyện đi diễn ở Hoa Kỳ vào năm 1952. Holm tốt nghiệp Học viện Nghệ thuật Sân khấu Hoàng gia năm 1953. Ông ra sân khấu lần đầu tiên vào năm 1954, tại Stratford-upon-Avon, đóng vai một người vận chuyển giáo trong dàn nhạc của vở kịch Othello. Hai năm sau, ông xuất hiện trên sân khấu London trong vở Love Affair.

## Sự nghiệp
Holm là một ngôi sao lâu năm của Công ty Royal Shakespeare trước khi tạo được ảnh hưởng trên truyền hình và điện ảnh. Năm 1965, ông đóng vai vua Richard III trong loạt phim The Wars of The Roses (tạm dịch là chiến tranh hoa hồng) thuộc đài BBC, dựa trên việc sản xuất vở kịch của RSC. Năm 1969,  ngxuất hiện trong Moonlight on the Highway. Ông xuất hiện với những vai phụ trong các bộ phim như Oh! What a Lovely War (1969), Nicholas and Alexandra (1971), Mary, Queen of Scots (1972) và Young Winston (1972).
Năm 1967, Holm đã giành được giải thưởng Tony cho Nam diễn viên chính xuất sắc nhất với vai Lenny trong The Homecoming của Harold Pinter. Năm 1977, Holm xuất hiện trong loạt phim truyền hình nhỏ Jesus thành Nazareth với vai Sadducee Zerah, và một nhân vật phản diện Maroc trong March or Die. Năm sau, ông đóng vai J. M. Barrie trong seri ngắn đoạt giải thưởng của đài BBC là The Lost Boys (tạm dịch là những đứa con lạc loài), Năm 1981, ông đóng vai Frodo Baggins trong đài phát thanh BBC chuyển thể từ Chúa tể của những chiếc nhẫn của J. R. R. Tolkien.
Vai diễn điện ảnh đầu tiên của Holm gây được tiếng vang lớn là vai Ash, một sĩ quan khoa học "bình tĩnh, am hiểu công nghệ" trong bộ phim khoa học viễn tưởng Alien (1979) của Ridley Scott. Vai diễn Sam Mussabini trong Chariots of Fire (tạm dịch là Những cỗ xe rực lửa) năm 1981 đã mang về cho ông một giải thưởng đặc biệt tại Liên hoan phim Cannes, một giải BAFTA cho Nam diễn viên chính xuất sắc nhất trong một vai phụ cùng một đề cử Giải Oscar cho Nam diễn viên phụ xuất sắc nhất. Trong những năm 1980, ông có những vai diễn ghi dấu ấn trong Time Bandits (1981), Greystoke: The Legend of Tarzan, Lord of the Apes (1984) và Terry Gilliam's Brazil (1985). Ông đóng vai Lewis Carroll, tác giả của Alice trong xứ sở thần tiên, trong vở Dreamchild (1985).